# Baranoa (ort)
Baranoa är en ort i Colombia.   Den ligger i departementet Atlántico, i den norra delen av landet, 700 km norr om huvudstaden Bogotá. Baranoa ligger 120 meter över havet och antalet invånare är 44 078.
Terrängen runt Baranoa är platt. Runt Baranoa är det ganska tätbefolkat, med 239 invånare per kvadratkilometer. Närmaste större samhälle är Malambo, 17,2 km öster om Baranoa. Omgivningarna runt Baranoa är huvudsakligen savann.